# Ogdensburg-Vereinbarung
Die Ogdensburg-Vereinbarung wurde am 17. August 1940 zwischen dem amerikanischen Präsidenten Franklin D. Roosevelt und dem kanadischen Premierminister William Lyon Mackenzie King im Zugwaggon des US-Präsidenten bei der amerikanischen Grenzstadt Ogdensburg geschlossen. Es wurde eine militärische Zusammenarbeit beschlossen.

## Geschichte
Die Kapitulation Frankreichs, eine mögliche Niederlage des Vereinigten Königreich in der Schlacht um England sowie die Expansionsbestrebungen Japans zeigten die militärische Verwundbarkeit des nordamerikanischen Kontinents auf. Auf kurzfristigen Wunsch des Präsidenten Roosevelt vom Vortag fand das Treffen statt, bei dem Verteidigungsfragen besprochen wurden. Kriegsminister Henry Stimson begleitete den US-Präsidenten.
Bei dem Treffen lehnte King den Wunsch nach dem Verkauf oder der Verpachtung einer Reihe von Militärstützpunkten an die Vereinigten Staaten ab. Den Vorschlag, einen gemeinsamen Verteidigungsausschuss zu bilden (Permanent Joint Board on Defence), nahm King – mit Freudentränen in den Augen, wie Stimson in seinem Tagebuch schrieb – an.
Die Vereinbarung zwischen den neutralen Vereinigten Staaten und dem kriegführenden Kanada war für das Vereinigte Königreich vorteilhaft, war aber auch der Punkt, an dem sich Kanada militärisch vom britischen Commonwealth entfernte und den USA zuwandte. Entgegen den Gepflogenheiten gab es zum Abschluss keine Pressekonferenz und es wurde nur eine Pressemitteilung am 18. August verbreitet. Das Dokument wurde nie unterzeichnet und war auch kein Vertrag. Für die Amerikaner war es nur eine präsidiale Entscheidung, so dass sich der US-Senat damit befassen musste und es Roosevelt im laufenden US-Wahlkampf nicht gefährlich würde.